# Макрушин, Валерий Григорьевич
Валерий Григорьевич Макрушин (14 января 1940, пос. Сайдобад, Булакбашинский район, Андижанская область, Узбекская ССР — 2003?) — член группы спецконтингента, космонавт-испытатель Центрального конструкторского бюро машиностроения (ЦКБМ).

## Биография

### Ранние годы и образование
Макрушин родился 14 января 1940 года в поселке Сайдобад в Узбекской ССР в семье участника Великой Отечественной войны Макрушина Григория Павловича и Кляузовой Веры Андреевны. Отучился 9 классов в школе поселка Сайдобад, а 10-й класс — в Москве. В 1957 по окончании школы поступил в Ленинградский институт авиационного приборостроения (ЛИАП), которое окончил в 1963 году по специальности инженер-электромеханик.
Окончив институт, работал с 1963 по 1972 год работал в ОКБ-52 в разных должностях.

### Космическая подготовка
Получив 16 октября 1968 года допуск Главной медицинской комиссии к спецподготовке, 23 марта 1973 года решением Государственной межведомственной комиссии был отобран в группу. Прослушал курс лекций по системам ОПС и ВА в ЦКБМ и Центре подготовки космонавтов имени Ю. А. Гагарина, прошёл парашютную и летную подготовку в Коломенском аэроклубе и в аэроклубе ДОСААФ города Серпухов.
С 1971 года участвовал в испытаниях на летающей лаборатории Ту-104 АК для подготовки космонавтов в условиях кратковременного воздействия невесомости по программе «Алмаз».
7 июня 1973 года приказом Генерального конструктора Владимира Николаевича Челомея был назначен начальником группы космонавтов-испытателей ЦКБМ (НПО машиностроения). Будучи командиром группы космонавтов, участвовал в создании «Аналога» — наземного двойника орбитальной пилотируемой станции «Алмаз». Был командиром экипажа наземного комплекса «Аналог» во время полетов станций «Салют-3» и «Салют-5».
В 1976 году принимал участие в самолетных испытаниях ВА № 0010/1.
В 1979 входил в состав условного экипажа (Глазков Юрий Николаевич, Макрушин, Степанов Эдуард Николаевич). До 1982 года совместно с группой космонавтов готовился к испытательным полетам на транспортном корабле снабжения.
За время работы в группе космонавтов занимался разработкой бортовой документации на орбитальные пилотируемые станции «Алмаз» — «Салют-2», «Салют-3», «Салют-5».
С 1987 года на пенсии.
В 2003 году пропал без вести.